# Método comparativo (lingüística)
El método comparativo (también llamada etimología comparada) es un procedimiento de búsqueda sistemática de similitudes léxicas y fonéticas en las lenguas con el objeto de estudiar su parentesco y finalmente reconstruir la protolengua que dio lugar a las dos o más lenguas comparadas en el procedimiento. El método comparativo es una parte fundamental de las técnicas de la lingüística histórica. El método es aplicable cuando nos encontramos con dos o más lenguas entre las que se supone existe cierta relación genética. Si los datos son buenos, el método es capaz no solo de mostrar cómo era el antecesor común de dichas lenguas, sino también el grado de cercanía entre las diferentes lenguas y por tanto la secuencia de diferenciación de las lenguas de una determinada familia de lenguas. El método comparativo también se ha extendido con la gramática comparada.
Este método utiliza listas de cognados, pares de palabras que comparten origen y tienen significados y formas fonéticas relacionables entre sí. Estos cognados sirven para determinar el grado de relación entre distintas lenguas dentro de una misma familia. El indoeuropeo ha sido reconstruido principalmente mediante el método comparativo.

## Establecimiento del parentesco
El único método, universalmente aceptado, para probar el parentesco lingüístico es buscar una lista suficientemente amplia de términos cognados, mediante el método comparativo, que exhiba correspondencias fonéticas regulares. No existe acuerdo sobre el número mínimo de cognados para dar por establecida una relación genética, aunque la mayoría de las familias de lenguas cuentan con alrededor de mil o dos mil cognados (y en el caso de las familias mejor conocidas aún más). En el caso tentativo de las macrofamilias el número de cognados se reduce a unos pocos centenares.

## Reconstrucción del nivel fonético-fonológico
El proceso de reconstrucción empieza reconstruyendo el nivel fonético-fonológico de la lengua madre. Esto se hace en tres etapas:
1. Se establecen listas de cognados es decir, palabras con significado idéntico o muy parecido y que tienen formas fonéticas cercanas o relacionables mediante leyes fonéticas.
2. Se establecen correlaciones regulares entre sonidos en forma de leyes fonéticas.
3. Para cada correlación regular se conjetura el fonema o fonemas que podían haber sido los originales en la protolengua y que por diferentes evoluciones regulares dieron lugar diferentes sonidos (la regularidad de la evolución es lo que explicaría la ocurrencia de correlaciones regulares y leyes fonéticas).

### Listas de cognados
La relación genética entre dos (o más) lenguas puede establecerse si éstas muestran correspondencias fonéticas regulares en el vocabulario. Una correspondencia regular es un patrón regular de "equivalencia" entre los sonidos que se encuentran en términos con significado similar y presumiblemente del mismo origen.
El primer paso del método comparativo es, por tanto, recoger listas de cognados para las lenguas que se pretenden comparar, y para las cuales pretendemos en última instancia reconstruir las formas originales de la protolengua que las originó.
Esto puede ilustrarse, por ejemplo, mediante la familia austronesia, una familia de lenguas extendida por Oceanía y el sureste de Asia. Los datos presentados a continuación proceden de diversas fuentes (Churchward 1959 para el tongano y el pukui, Englert 1977 para el rapanui, Elbert 1986 para el hawaiano) e ilustran la relación de parentesco entre las seis lenguas mencionadas:
| Significado | uno   | dos  | tres  | cuatro | cinco | hombre | mar  | tabú | pulpo | canoa | entrar |
| ----------- | ----- | ---- | ----- | ------ | ----- | ------ | ---- | ---- | ----- | ----- | ------ |
| Tongano     | taha  | ua   | tolu  | fā     | nima  | taŋata | tahi | tapu | feke  | vaka  | hū     |
| Samoano     | tasi  | lua  | tolu  | fā     | lima  | taŋata | tai  | tapu | feʔe  | vaʔa  | ulu    |
| Māorí       | tahi  | rua  | toru  | ɸā     | rima  | taŋata | tai  | tapu | ɸeke  | waka  | uru    |
| Rapanui     | -tahi | -rua | -toru | -ha    | -rima | taŋata | tai  | tapu | heke  | vaka  | uru    |
| Rarotongano | taʔi  | rua  | toru  | ʔā     | rima  | taŋata | tai  | tapu | ʔeke  | vaka  | uru    |
| Hawaiano    | kahi  | lua  | kolu  | hā     | lima  | kanaka | kai  | kapu | heʔe  | waʔa  | ulu    |

Puesto que las lenguas en contacto sufren fenómenos de influencia mutua y concretamente de préstamo lingüístico, la elaboración de una lista de cognados requiere precaución para no incluir préstamos lingüísticos, ya que estos en general son adoptados fonéticamente de una lengua a otra sin haber sido afectados por los cambios fonéticos de la lengua receptora y la inclusión masiva de préstamos podría arruinar la tarea de encontrar correspondencias fonéticas regulares. Por ejemplo la palabra española tabú guarda una relación de sonido obvia con las seis lenguas polinesias, sin embargo, esa similitud no se debe a ningún parentesco filogenético histórico entre el español y las lenguas polinesias, sino simplemente se trata de un préstamo léxico accidental. Igualmente es importante evitar los falsos amigos.
En algunos casos grandes áreas del léxico de una lengua han sido tomados de otra(s) lengua(s). Eso sucede, en ciertos campos semánticos muy concretos y por razones culturales. Para evitar los préstamos existe la posibilidad de restringir las listas de cognados a áreas del léxico más básicas y menos sujetas a arbitrariedades culturales. Entre los términos de vocabulario básico se cuentan normalmente conceptos relacionados con la vida práctica que existen en todas las lenguas humanas con independencia del tipo de cultura que tengan las sociedades, entre las áreas más básicas se cuentan: los términos de parentesco, los números, las partes del cuerpo y los pronombres (Lyovin 1997:3). Aunque esta precaución no es suficiente porque existe alguna evidencia de que en ciertas lenguas algunas partes del vocabulario básico proceden de préstamos léxicos, el caso no es frecuente pero se llega a dar.

### Correspondencias regulares
Una vez se han establecido listas de cognados probables (hasta una completa reconstrucción no pueden descartarse correspondencias erróneas), el siguiente paso es ver qué sonidos aparecen relacionados en cada serie dentro la lista de cognados. La noción de correspondencia regular no es trivial: la mera similitud fonética entre el inglés day 'día' y el latín dies 'día' no es probatoria de que los dos términos derivan de la misma palabra. De hecho la d- inicial del inglés normalmente no se corresponde regularmente con la d- latina inicial. Las coincidencias erróneas pueden darse bien por simple azar, bien por préstamo (e.g. el latín diabolus y el inglés devil, son ambos en última instancia de origen griego). La escuela neogramática, ya a finales del siglo XIX, enfatizó este punto; de hecho, el lema "las leyes fonéticas no admiten excepciones" ha permanecido como un axioma fundamental en lingüística histórica hasta la actualidad.
Por ejemplo, aunque la correspondencia d- : d- (donde la notación "A : B" significa "A corresponde a B") en inglés y latín day y dies mencionada anteriormente no es regular, el inglés y el latín sí exhiben una correspondencia muy regular de t- : d-. Por ejemplo:
| Inglés | ten   | two | tow  | tongue | tooth |
| Latín  | decem | duo | dūco | dingua | dent- |

Dado que es poco probable que una correspondencia verdaderamente sistemática sea accidental, si se pueden descartar posibilidades alternativas como préstamos masivos, entonces la correspondencia puede atribuirse a un origen común. Si hay muchos conjuntos de correspondencias regulares de este tipo (cuantos más, mejor), entonces el origen común prácticamente se convierte en una certeza, especialmente si algunas de las correspondencias son no triviales o inusuales.

## Reconstrucción del nivel morfosintáctico
Este tipo de reconstrucción requiere ver qué categorías gramaticales poseen las lenguas emparentadas y qué morfemas las realizan. Una vez identificadas las categorías es necesario examinar las correspondencias de uso entre las diversas lenguas emparentadas para deducir, cuáles eran las categorías originales y por tanto decidir qué categorías son innovaciones desarrolladas posteriormente en cada lengua y cuales constituyen la herencia común a todas las lenguas emparentadas.
En lenguas con escasa morfología flexional este tipo de reconstrucción resulta más difícil, esto es lo que sucede por ejemplo en el trabajo comparativo sobre la morfología de las lenguas sino-tibetanas y las lenguas tai-kadai, para las que no es posible encontrar demasiados afijos comunes dado el carácter altamente analítico de una buena parte de las lenguas de esas familias.

## Reconstrucción de cultura material y mitos
La cuidadosa comparación del léxico, junto con el auxilio de evidencias arqueológicas, puede ilustrar muchos aspectos de la cultura material de los hablantes de una lengua. Así normalmente la presencia de un mismo cognado en todas las lenguas de una familia puede significar que el objeto o elemento material designado por dicho cognado formaba parte de la cultura material de los hablantes de la protolengua que dio origen a dicha familia. Sin embargo, lo anterior no siempre es cierto; por ejemplo, todas las lenguas románicas tomaron como préstamo léxico un término relacionado con tabaco, sin embargo, el latín no poseía una palabra como tabaccu- o tobaccu-, por lo que hay que ser cauteloso con cierto tipo de préstamos y descartar que sea un préstamo reciente antes de atribuirlo a la protolengua.
En cuanto a los mitos y creencias, la reconstrucción puede resultar más delicada. Aunque ciertas metáforas comunes parecen ser indicativos de creencias, por ejemplo la palabra latina para 'creer' o 'creo': credo parece remontarse al indoeuropeo *krd-dho 'pongo el corazón [en ello]' y existen expresiones paralelas en sánscrito, lo cual sugiere que al igual que sucedía en Egipto y otras culturas antiguas, se atribuyera al corazón y no al cerebro, la capacidad de razonar, pensar, reflexionar, etc.